# Miss Model of the World
Miss Model of the World é um concurso de beleza tradicional feminino que envolve dois nichos completamente diferentes dos padrões atuais de beleza, os concursos de Miss e os concursos para modelos. O certame teve início na Turquia, idealizado pelo empresário Suha Alpayli. Após ser comprado por outros organizadores, passou a ser realizado na China pelo "Comietê Cultural Chinês". A primeira edição da competição realizou-se em 1988, tendo como primeira vencedora, a colombiana Victoria Ballesteros. 

## Vencedoras
Abaixo encontra-se a lista de todas as vencedoras do certame:

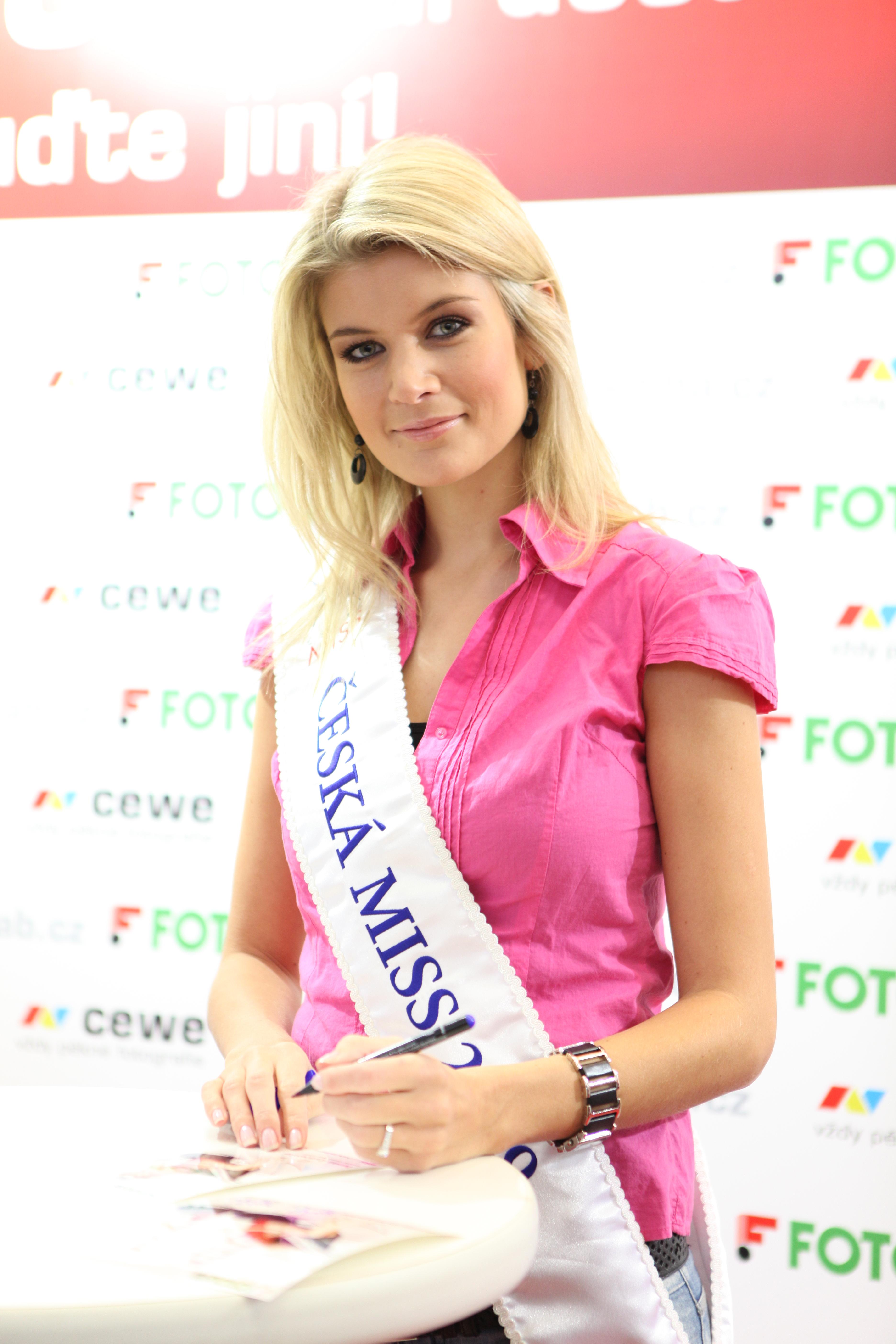
A modelo checa Iveta Lutovská, vencedora da edição de 2007 do concurso. Dois anos mais tarde competiu no Miss Universo 2009, nas Bahamas, parando entre as dez semifinalistas.
| Ano  | Vencedora            | País              | Local do Evento                                                     |
| 1988 | Victória Ballesteros | Colômbia          | Istanbul, Turquia Turku Finlândia (em 1992), Taipé Taiwan (em 1990) |
| 1989 | Kao Ardon            | França            | Istanbul, Turquia Turku Finlândia (em 1992), Taipé Taiwan (em 1990) |
| 1990 | Raquel Luengo        | Venezuela         | Istanbul, Turquia Turku Finlândia (em 1992), Taipé Taiwan (em 1990) |
| 1992 | Céline Cassagnes     | França            | Istanbul, Turquia Turku Finlândia (em 1992), Taipé Taiwan (em 1990) |
| 1993 | Gemith Gemparo       | Filipinas         | Istanbul, Turquia Turku Finlândia (em 1992), Taipé Taiwan (em 1990) |
| 1994 | Isabelle da Silva    | França            | Istanbul, Turquia Turku Finlândia (em 1992), Taipé Taiwan (em 1990) |
| 1995 | Laura Cabbera        | Cuba              | Istanbul, Turquia Turku Finlândia (em 1992), Taipé Taiwan (em 1990) |
| 1996 | Carla Paneca         | Cuba              | Istanbul, Turquia Turku Finlândia (em 1992), Taipé Taiwan (em 1990) |
| 1997 | Caroline Lubrez      | França            | Istanbul, Turquia Turku Finlândia (em 1992), Taipé Taiwan (em 1990) |
| 1998 | Abby Essien          | Grã-Bretanha      | Istanbul, Turquia Turku Finlândia (em 1992), Taipé Taiwan (em 1990) |
| 1999 | Michelle Walker      | Grã-Bretanha      | Istanbul, Turquia Turku Finlândia (em 1992), Taipé Taiwan (em 1990) |
| 2000 | Malgorzata Rozniecka | Polônia           | Istanbul, Turquia Turku Finlândia (em 1992), Taipé Taiwan (em 1990) |
| 2001 | Laura Keranen        | Finlândia         | Istanbul, Turquia Turku Finlândia (em 1992), Taipé Taiwan (em 1990) |
| 2002 | Amy Yan Wei          | China             | Istanbul, Turquia Turku Finlândia (em 1992), Taipé Taiwan (em 1990) |
| 2004 | Aqiyla Gomez         | Trindade e Tobago | Shenzhen, China                                                     |
| 2005 | Catherine Hamzeh     | Líbano            | Shenzhen, China                                                     |
| 2006 | May Di Song          | China             | Shenzhen, China                                                     |
| 2007 | Iveta Lutovská       | República Checa   | Shenzhen, China                                                     |
| 2008 | Mariya Lakimuk       | Ucrânia           | Shenzhen, China                                                     |
| 2009 | Alexandra Nyame      | França            | Shenzhen, China                                                     |
| 2010 | Amanda Delgado       | Estados Unidos    | Shenzhen, China                                                     |
| 2011 | Sevcan Yasar         | Turquia           | Shenzhen, China                                                     |
| 2012 | Khrystyna Oparina    | Rússia            | Shenzhen, China                                                     |
| 2013 | Margarita Pavlushina | Tartaristão       | Shenzhen, China                                                     |
| 2014 | Shelynne Paige       | Estados Unidos    | Shenzhen, China                                                     |
| 2015 | Awa Geremaya         | Costa do Marfim   | Shenzhen, China                                                     |
| 2016 | Anna Merimaa         | Finlândia         | Shenzhen, China                                                     |
| 2017 | Liliia Halushko      | Ucrânia           | Shenzhen, China                                                     |

1. Não houve concurso nos anos de: 1991 e 2003.

### Conquistas por País
| País              | Títulos | Vitórias                     |
| França            | 5       | 1989, 1992, 1994, 1997, 2009 |
| Ucrânia           | 2       | 2008, 2017                   |
| Finlândia         | 2       | 2001, 2016                   |
| Estados Unidos    | 2       | 2010, 2014                   |
| China             | 2       | 2002, 2006                   |
| Grã-Bretanha      | 2       | 1998, 1999                   |
| Cuba              | 2       | 1995, 1996                   |
| Costa do Marfim   | 1       | 2015                         |
| Tartaristão       | 1       | 2013                         |
| Rússia            | 1       | 2012                         |
| Turquia           | 1       | 2011                         |
| República Checa   | 1       | 2007                         |
| Líbano            | 1       | 2005                         |
| Trindade e Tobago | 1       | 2004                         |
| Polônia           | 1       | 2000                         |
| Filipinas         | 1       | 1993                         |
| Venezuela         | 1       | 1990                         |
| Colômbia          | 1       | 1988                         |

## Desempenho Brasileiro
O concurso brasileiro que envia a representante para este concurso é o Miss Brasil Globo.
| Ano  | Representante          | Estado            | Colocação              |
| 1988 | Cristiane Simões       | Rio de Janeiro    |                        |
| 1994 | Tatiane Possebon       | Rio Grande do Sul |                        |
| 1995 | Carolina Waltrick      | Santa Catarina    | Semifinalista (Top 12) |
| 1998 | Maria Margareth Reis   | Pará              |                        |
| 1999 | Franciele Wendling     | Paraná            |                        |
| 2000 | Mariane Faria          | Paraná            |                        |
| 2002 | Natália Portes         | Paraná            |                        |
| 2004 | Renata Rosa Ribeiro    | Rio de Janeiro    | Semifinalista (Top 26) |
| 2005 | Sandra Ximenes Rêgo    | Pernambuco        | Semifinalista (Top 25) |
| 2006 | Franciele Weinheimer   | Santa Catarina    |                        |
| 2007 | Franslaine Kozan Silva | Paraná            | Semifinalista (Top 30) |
| 2008 | Monique Soares Couri   | Minas Gerais      | Semifinalista (Top 30) |
| 2009 | Laís Fernanda Neves    | Minas Gerais      | Semifinalista (Top 30) |
| 2010 | Roselaine Canci        | Paraná            | Semifinalista (Top 30) |
| 2011 | Priscila Latalisa      | Minas Gerais      | Semifinalista (Top 36) |
| 2012 | Vanessa Crippa         | Paraná            | Semifinalista (Top 36) |
| 2013 | Lourrane Lacerda       | Minas Gerais      | Semifinalista (Top 30) |
| 2014 | Thayane Carvalho       | Amazonas          | Semifinalista (Top 30) |
| 2015 | Amanda Felski          | Santa Catarina    | Semifinalista (Top 30) |
| 2016 | Taíne Verruck          | Paraná            | Semifinalista (Top 30) |
| 2017 | Franciele Hoeckele     | Santa Catarina    | Semifinalista (Top 30) |

1. Nas edições de 1991 e 2003 não houve disputa internacional.
2. Não houve participação brasileira nos anos de: 1989, 1990, 1992, 1993, 1996, 1997 e 2001.

### Prêmios Especiais
- Miss Melhor Pele: Taíne Verruck (2016) e Franciele Hoeckele (2017)

- A Melhor em Biquini: Vanessa Crippa (2012)

- Melhor Traje Típico: Renata Rosa (2004) e Franslaine Kozan (2007)

### Títulos por Estado
| Estado            | Títulos | Vitórias                                 |
| Paraná            | 7       | 1999, 2000, 2002, 2007, 2010, 2012, 2016 |
| Santa Catarina    | 4       | 1995, 2006, 2015, 2017                   |
| Minas Gerais      | 4       | 2008, 2009, 2011, 2013                   |
| Rio de Janeiro    | 2       | 1988, 2004                               |
| Pernambuco        | 1       | 2005                                     |
| Pará              | 1       | 1998                                     |
| Rio Grande do Sul | 1       | 1994                                     |